# Cianjur
Cianjur ist die Hauptstadt des Regierungsbezirk Kabupaten Cianjur in Indonesien. Der Distrikt (Kecamatan) Cianjur hat Stand 2021 circa 171.000 Einwohner.

## Geographie

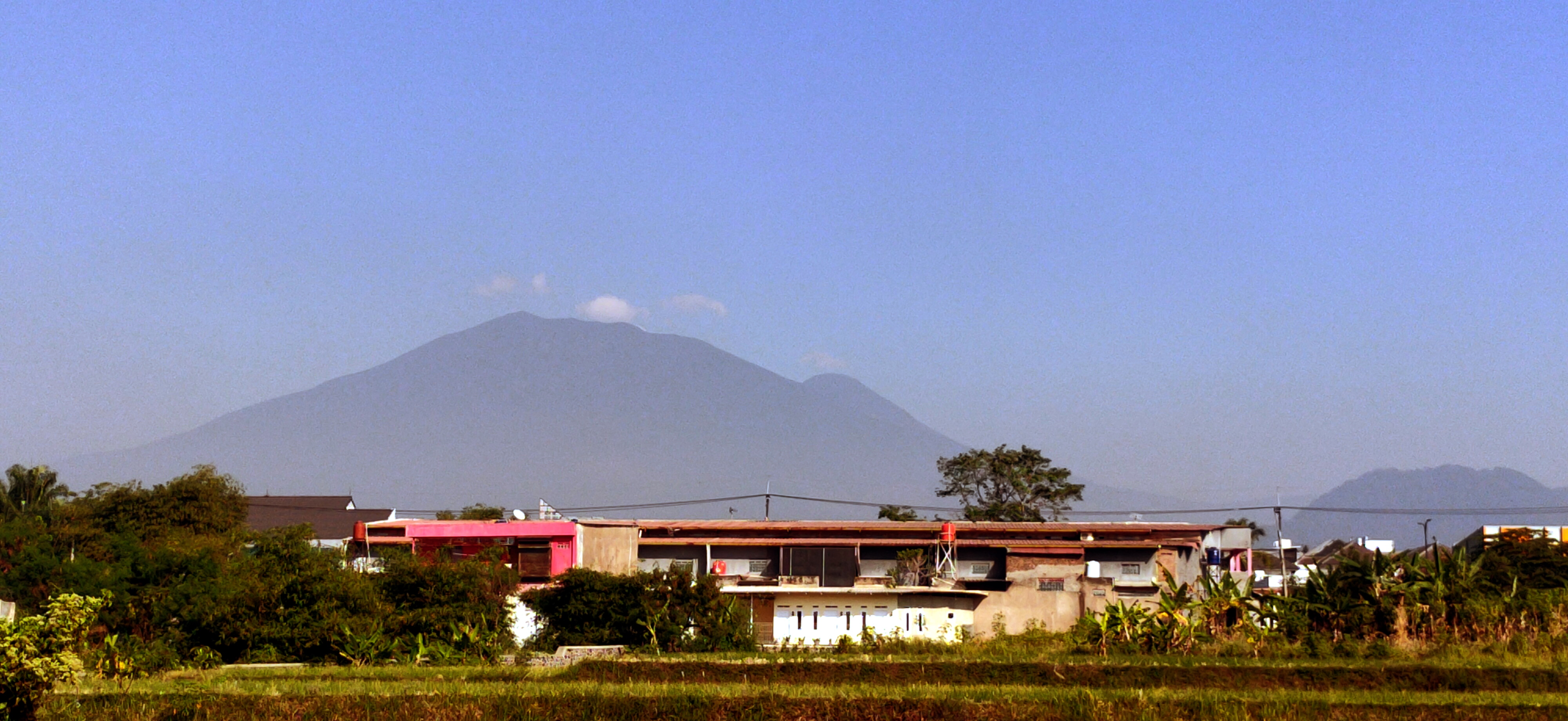
Der Vulkan Gede von Cianjur aus gesehen

Cianjur liegt in der Provinz Jawa Barat im Westen der Insel Java, etwa 60 Kilometer westlich der Provinzhauptstadt Bandung. Nordwestlich von Cianjur befindet sich die indonesische Landeshauptstadt Jakarta. Im weiteren Sinne zählt sie zur Metropolregion Jakartas Jabodetabekpunjur (auch Jabodetabekjur).
In Richtung Westen steigt das Land an zum 20 Kilometer entfernten Gipfel des Vulkans Gede, am Rand des Nationalparks Gunung Gede-Pangrango.

## Geschichte
Der Ort wurde 1677 gegründet und war damals Teil des Königreichs Sunda.
Am 2. September 2009 befand sich wenige Kilometer südlich das Epizentrum eines Erdbebens, das 75 Todesopfer forderte, davon 21 in Cianjur selbst.
Am 21. November 2022 folgte ein Erdbeben der Stärke 5,6 mit 321 Toten und über 1000 Verletzen in der Region. Durch bebenbedingten Stromausfall war auch das Bezirkskrankenhaus zeitweise stromlos. Die Versorgung konnte schnell wieder hergestellt werden. Es gab in der Region Erdrutsche mit Verschütteten. Über 12.000 Gebäude sind zerstört und über 50.000 Menschen mussten evakuiert werden.

## Wirtschaft und Kultur
Da Cianjur zwischen Jakarta und Bandung liegt, ist sie stark von Pendlerbewegungen in beide Richtungen geprägt.
Zum Kabupaten Cianjur zählt der Botanischer Garten Cibodas und die ehemalige Guttapercha-Plantage von Tjipetir.
Das Ayam pelung, eine Langkräher-Hühnerrasse, stammt aus Cianjur.